# Duncan Grant

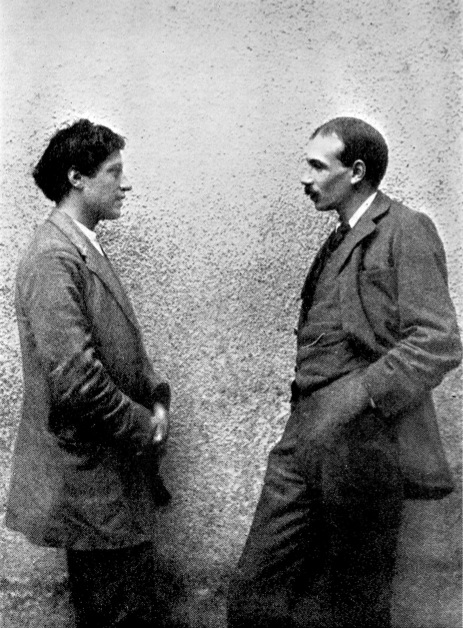
Duncan Grant (links) en John Maynard Keynes

Duncan James Corrowr Grant (Rothiemurchus (Noord-Schotland), 21 januari 1885 – Aldermaston (Berkshire) 8 mei 1978) was een Schots kunstschilder. Hij behoorde tot de Bloomsburygroep.

## Levensloop
Grant was de zoon van een legerofficier. Hij bracht zijn vroege jeugd door in Birma en India. In 1894 keerde hij terug naar Engeland. Hij heeft St. Paul's school in Londen bezocht en volgde van 1902-1904 de Westminster School of Art.
Hij was een neef en mogelijk ook enige tijd de minnaar van Lytton Strachey. Strachey introduceerde hem in 1905 bij de Bloomsburygroep, waartoe ook Virginia Woolf, John Maynard Keynes, Roger Fry en Vanessa Bell behoorden. Ook Keynes heeft mogelijk enige tijd een relatie gehad met Grant. In 1906 verhuisde Grant naar Parijs waar hij van 1906-1907 kunstonderwijs aan de La Palette School volgde.
Grant keerde terug naar Engeland en studeerde vervolgens schilderkunst aan de Slade School of Fine Art in Londen. Hij verhuisde naar 21 Fitzroy Square in de Londense wijk Bloomsbury en kwam vaak over de vloer bij leden van de Bloomsburygroep. Vanaf 1913 was hij enige tijd actief in de door Roger Fry opgerichte Omega Workshops, een ontwerpstudio. In 1914 begon de biseksuele Grant een relatie met Vanessa Bell, waarbij hij tegelijkertijd een relatie onderhield met David 'Bunny' Garnett, die hij tijdens de Eerste Wereldoorlog had leren kennen. Gemengde en wisselende seksuele relaties kwamen veel voor in de artistieke en intellectuele omgeving van de Bloomsburygroep. Duncan Grant en Vanessa Bell bleven niettemin samen tot haar dood in 1961. Ze woonden o.a. in het Charleston Farmhouse, waarin sinds 1986 een museum is gevestigd dat gewijd is aan de beeldende aspecten van de Bloomsburygroep. Ze kregen samen een kind, Angelica, in 1918. Vanessa Bell en Duncan Grant hebben ook veel samengewerkt in schilderprojecten. Zijn eerste solo-expositie had Duncan Grant in 1920.
In Grants latere jaren werd hij gesteund en verzorgd door de dichter Paul Roche (1916-2007). Duncan Grant werd begraven naast Vanessa Bell op het kerkhof van St. Peter's Church, West Firle, East Sussex.

## Schilder

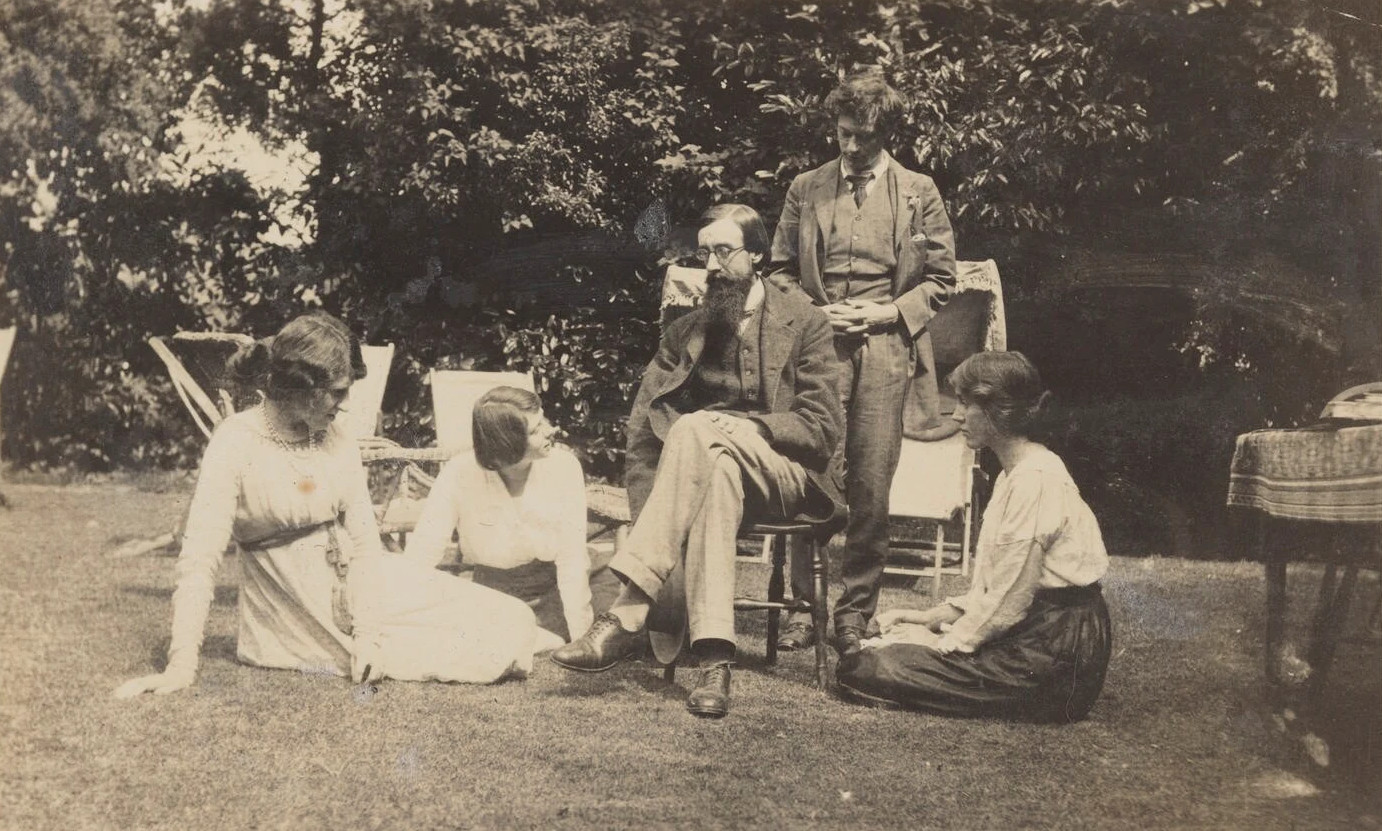
Van links naar rechts: Lady Ottoline Morrell, Mevr. Huxley, Lytton Strachey, Duncan Grant en Vanessa Bell

Grant is bekend geworden door zijn schilderstijl die zich zichtbaar ontwikkeld heeft tijdens de opkomst van de Franse postimpressionisten. De eerste tentoonstellingen van deze toentertijd moderne schilders werden in Engeland gehouden in 1910 en 1912. Ze werden georganiseerd door Roger Fry, ook een lid van de Bloomsburygroep, en ook iemand die een relatie heeft gehad met Vanessa Bell. Fry heeft invloed gehad op Grants schildersontwikkeling en de twee hebben ook veel samengewerkt.